# Fascinum

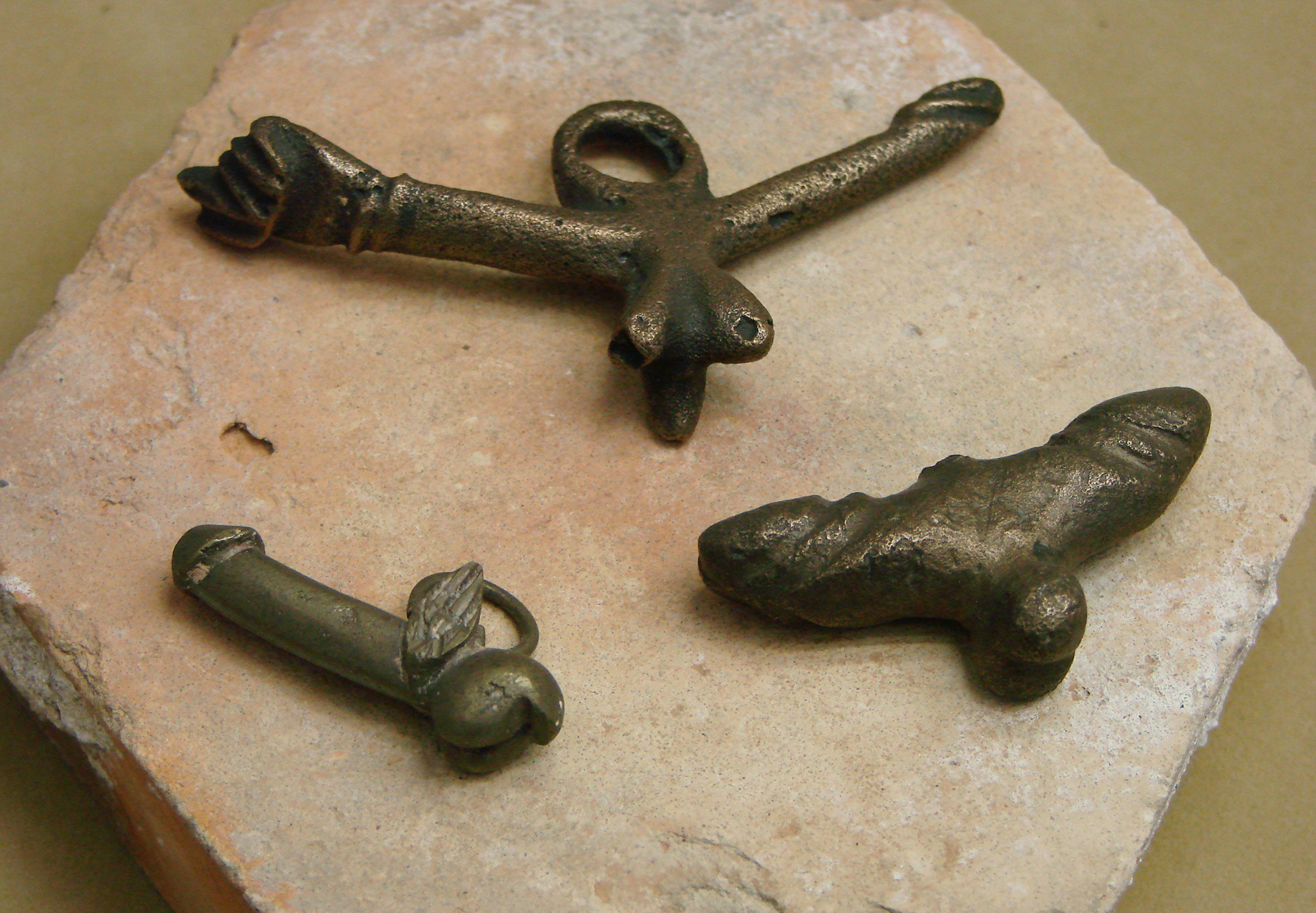
Fascina aus Bronze (Musée Saint-Remi, Reims)

Fascinum (Plural: Fascina) bzw. Fascinatio bezeichneten in der römischen Antike ursprünglich „Beschreiung“ und „Behexung“, später die Darstellung eines erigierten Penis als Mittel gegen den Bösen Blick.

## Etymologie
Die Etymologie des Wortes war bereits in der Antike strittig: Aulus Gellius zitiert Cloatius Verus, der es vom griechischen βασκανία ableitet, was „Verleumdung“, aber auch „Behexung“ bedeutet. Entsprechend ist βασκάνιον ein Mittel gegen Behexung.
Bei Sextus Pompeius Festus wird Fascinum und Fas dagegen von fari („künden“, „sprechen“) abgeleitet.

## Apotropäischer Phallus
Nimmt man an, dass die Ableitung aus dem Griechischen richtig ist, so ist der Bedeutungswandel von Fascinum von einer Bezeichnung des Bösen Blicks zu einem Mittel zur Abwendung desselben nicht groß. Dieses Mittel nahm dabei speziell die Form eines meist grotesk vergrößerten erigierten Penis an, das 
- als Amulett getragen,
- zusammen mit anderen apotropäischen Objekten (z. B. Zwergen) in sogenannten Tintinnabula kombiniert wurde, Glöckchenspielen, die als Türklingel dienten, oder
- aufgemalt oder als Basrelief an Häusern oder eingehauen im Straßenpflaster gegen das Böse schützte.

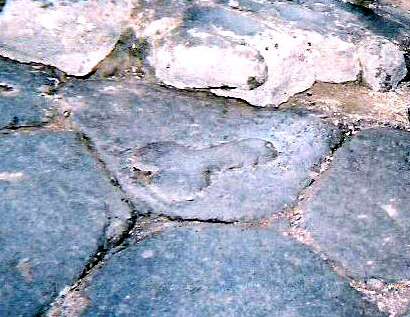
Straßenpflaster in Pompeji
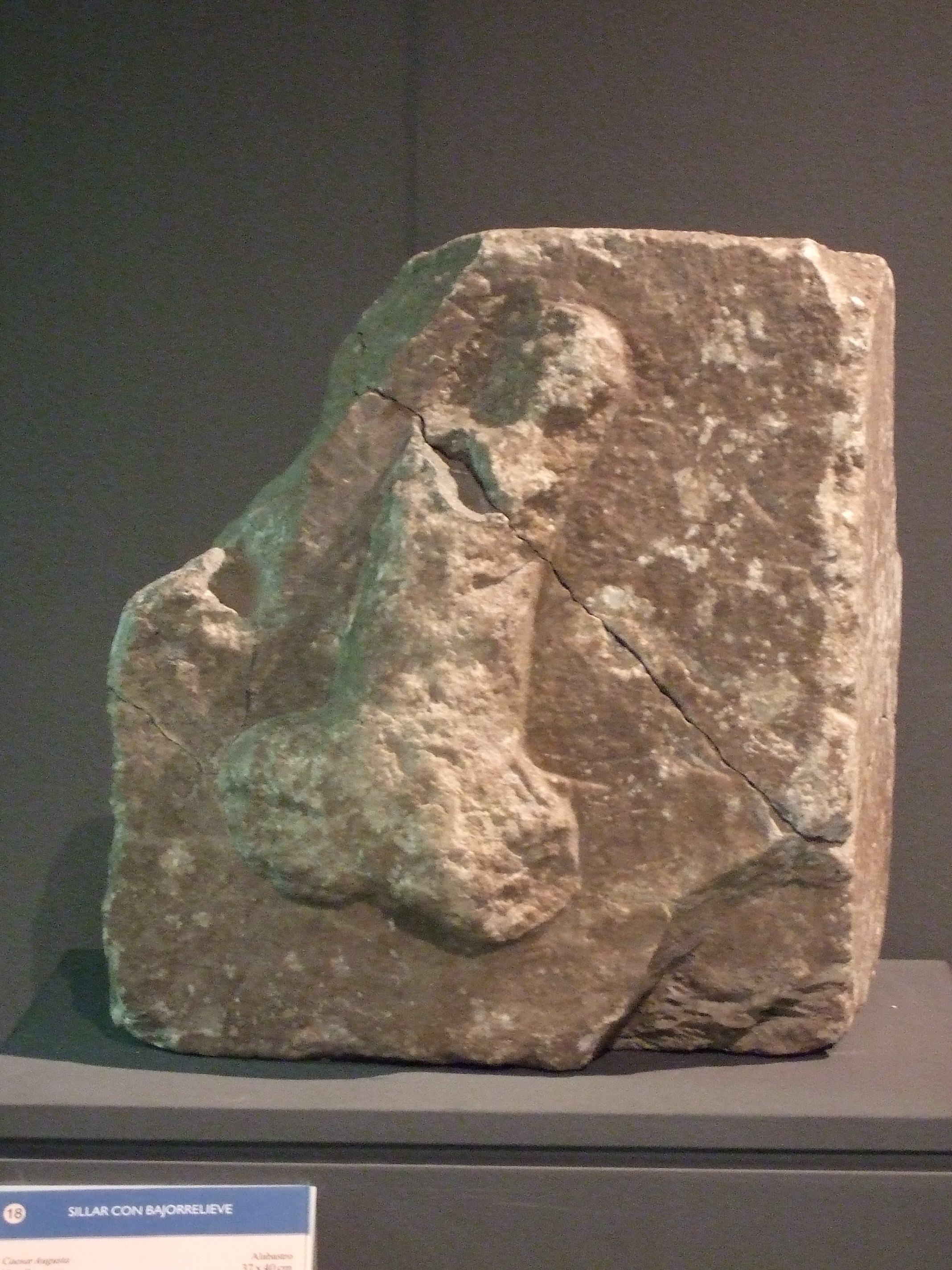
Stadtmauerstein in Saragossa
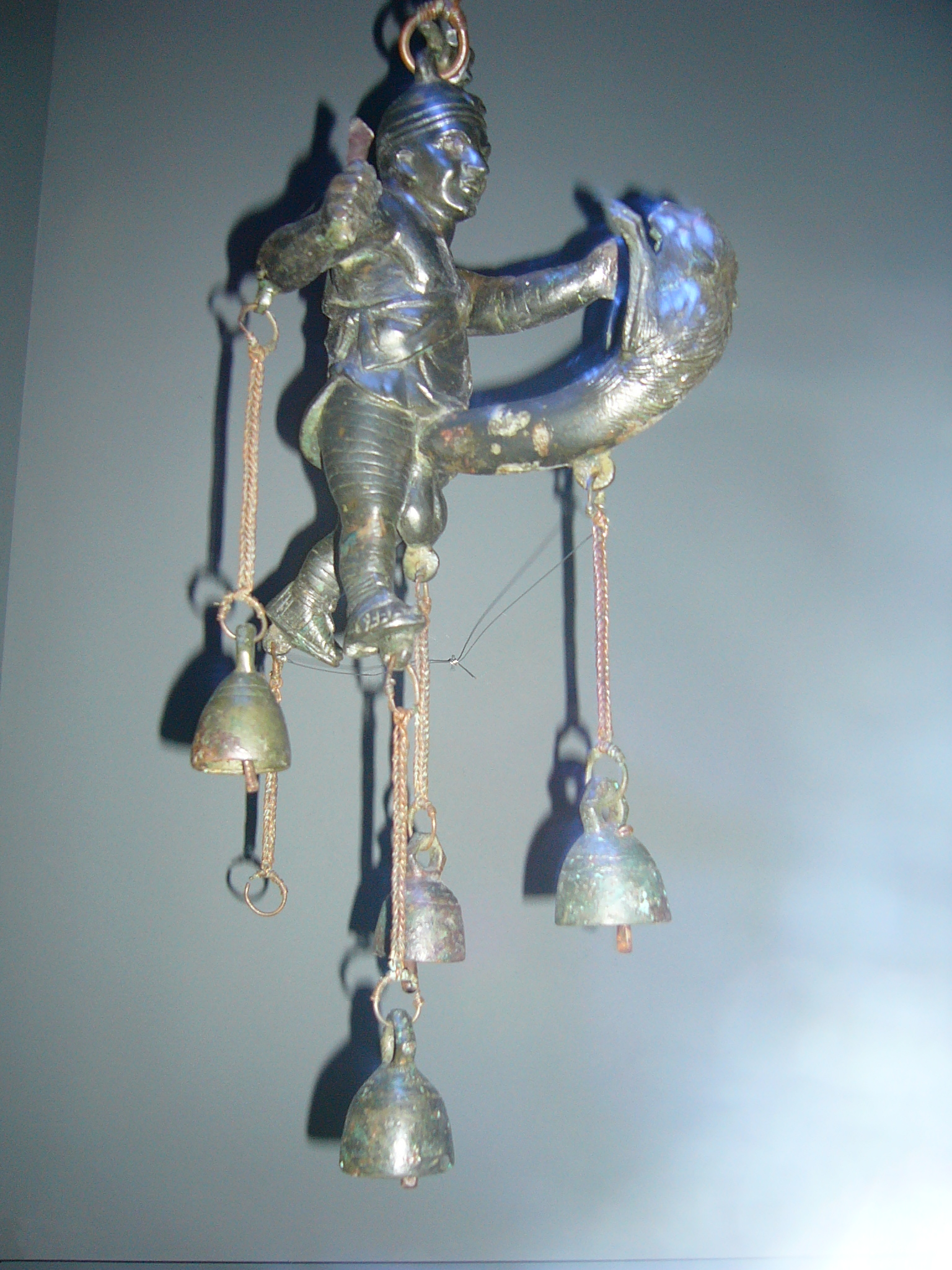
Tintinnabulum aus Herculaneum
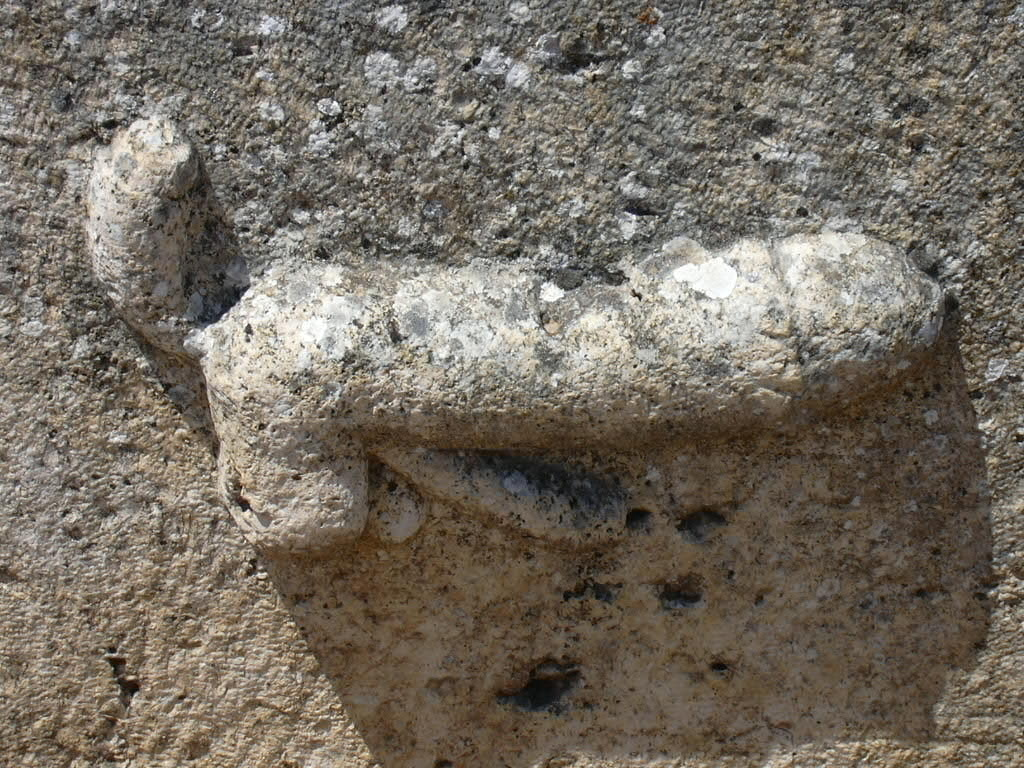
Basrelief aus Clunia bei Burgos